# Sauropus po-khantii
Sauropus po-khantii är en emblikaväxtart som beskrevs av Tapas Chakrabarty och Mohan Gangopadhyay. Sauropus po-khantii ingår i släktet Sauropus och familjen emblikaväxter.
Artens utbredningsområde är Burma. Inga underarter finns listade i Catalogue of Life.